# تفجير مسجد بن سلمان 2008
تفجير مسجد بن سلمان عام 2008م ، حدثت تفجير مسجد سلمان في صعدة اليمنية ، وكان ذلك بعد التفجير بتاريخ 2 مايو 2008م ، وقتل فيه 15 شخصاً وأصيب نحو 55 مصاباً ، بالإضافة للعثور على السيارة الملغومة.
وأتهم الحكومة اليمنية والسلفيين ومشايخ المذهب الزيدي بأن الحوثيين كان وراء التفجيرات التي تستهدف الجامع السني.

## مصدر
1. 1 2  "Deadly blast strikes Yemen mosque". BBC News. 2 مايو 2008. مؤرشف من الأصل في 2018-07-19. اطلع عليه بتاريخ 2008-05-23.
2. ↑  Motorbike used as a exploding device نسخة محفوظة 07 نوفمبر 2017 على موقع واي باك مشين.